# Платон
Плато́н (др.-греч. Πλάτων; 428/427 или 424/423 — 348/347 до н. э.) — афинский философ классического периода Древней Греции, основатель платонической школы мысли и Академии, первого высшего учебного заведения в западном мире.
Он считается одним из самых важных и влиятельных людей в истории человечества, и ключевой фигурой в истории древнегреческой и западной философии — вместе со своим учителем Сократом и самым известным из своих учеников Аристотелем. Часто Платона также называют одним из основателей западной религии и духовности. Так называемый неоплатонизм философов, таких как Плотин и Порфирий, сильно повлиял на христианство через таких отцов церкви как Августин. Альфред Норт Уайтхед однажды заметил: «Наиболее правдоподобная общая характеристика европейской философской традиции состоит в том, что она представляет собой серию примечаний к Платону».
Платон был новатором письменного диалога и диалектических форм в философии. К тому же он считается основателем западной политической философии. Его самый известный вклад — теория идей, познаваемых умозрением, в которой Платон представляет решение проблемы универсалий, известное как платонизм (также неоднозначно называемый либо платоновским реализмом, либо платоновским идеализмом). Он также является эпонимом платонической любви и платоновых тел.
Обычно считается, что наиболее решающее философское влияние на него оказали, наряду с Сократом, досократики Пифагор, Гераклит и Парменид, — хотя до наших дней сохранилось мало работ его предшественников, и многое из того, что мы знаем об этих фигурах сегодня, получено от самого Платона. В отличие от работ почти всех его современников, все работы Платона, как полагают, сохранились нетронутыми[прояснить] более 2400 лет. Хотя их популярность колеблется, произведения Платона постоянно читаются и изучаются.

## Биография

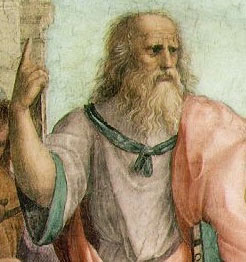
Платон на фреске Рафаэля Санти «Афинская школа»

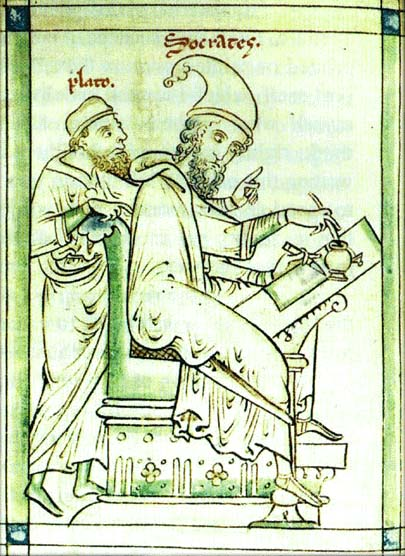
Платон и Сократ. Страница из средневековой книги

Точная дата рождения Платона неизвестна. Следуя античным источникам, большинство исследователей полагают, что Платон родился в 427 году до н. э. в Афинах или Эгине в разгар Пелопоннесской войны между Афинами и Спартой. По античной традиции днём его рождения считается 7 таргелиона (21 мая), праздничный день, в который, по мифологическому преданию, на острове Делос родился бог Аполлон.
Согласно Диогену Лаэртскому, настоящее имя Платона — Аристокл (др.-греч. Ἀριστοκλῆς; буквально, «наилучшая слава»). Прозвище Платон (от греческого слова «πλατύς» — широта), означающее «широкий, широкоплечий», ему дал борец Аристон из Аргоса, его учитель гимнастики, за крепкое сложение Платона. Это прозвище тем более органично, что по утверждению Олимпиодора Платон был олимпийским чемпионом по панкратиону.
Некоторые полагают, что он так прозван за широту своего слова, а Неанф — что за широкий лоб. Напротив, существуют исследования, показывающие, что легенда о его имени «Аристокл» возникла в период эллинизма.
Платон родился в семье, имевшей аристократическое происхождение: род его отца, Аристона (465—424), восходил, согласно легендам, к последнему царю Аттики Кодру, а предком матери, Периктионы, был афинский реформатор Солон. Согласно Диогену Лаэртскому, Платон был зачат непорочно.
Периктиона была сестрой Хармида и Крития, двух известных фигур из числа Тридцати тиранов недолговечного олигархического режима, последовавшего за развалом Афин в конце Пелопоннесской войны. Она была писательницей, известны её труды «О гармонии в женщине» и «О мудрости». Помимо Платона у Аристона и Периктионы было ещё трое детей: два сына — Адеймант и Главкон, и дочь Потона, мать Спевсиппа. Согласно тексту «Государства», Адеймант и Главкон были старше Платона. Однако Ксенофонт в своих «Меморабилиях» сообщает, что Главкон был младше Платона.
Первым учителем Платона был Кратил. Около 408 года до н. э. Платон познакомился с «мудрейшим из эллинов» Сократом. Он стал одним из его учеников философии; до этого он изучал стихотворчество. Сократ является неизменным участником практически всех сочинений Платона, написанных в форме диалогов между историческими и иногда вымышленными персонажами. Во время суда над Сократом, Платон был в числе его учеников, предложивших за него денежный залог. После приговора Платон заболел и не присутствовал при последней беседе в темнице.
После смерти Сократа в 399 г. до н. э. Платон с некоторыми другими учениками переселяется в Мегару, к предыдущему ученику Сократа, Евклиду. Там Платон отдаётся диалектическим вопросам об основах бытия и познания. Из Мегары, по всей вероятности, он предпринимает свои первые путешествия, среди которых более достоверны поездки в Кирену к математику Феодору и в Египет, предполагаемый очаг всякой мудрости. Есть указания на возвращение его в Афины в 394 году. В 389 году Платон отправился в Южную Италию и Сицилию, где общался с пифагорейцами. «Платон отправлялся впоследствии в Сицилию, чтобы с помощью Дионисия Сиракузского основать там идеальное государство, в котором философы вместо чаши с ядом получали бы бразды правления». Сначала Платон был принят радушно, но вскоре отношение к нему изменилось, и его с позором изгоняют, а по некоторым сведениям даже продают в рабство (в период между 404—399 г. до н. э.), из которого он освобождается. В 387 или 386 году Платон возвращается в Афины, где начинает собирать вокруг себя кружок учеников, с которыми беседует о философии в пригородном публичном саду (примерно в километре от Афин), и устанавливает Академию.
В 367 или 366 г. до н. э., после смерти Дионисия Старшего, его сын и преемник Дионисий Младший под влиянием своего дяди Диона (с которым Платон подружился ещё в первое своё посещение Сиракуз в Сицилии) приглашает философа, обещая стать его верным учеником. Сначала мечта Платона о юном тиране, управляющем обществом под руководством истинного философа, как будто сбывается. Но скоро Дионисию надоедает философское наблюдение; после своего разрыва с Дионом он начинает негативно относиться к Платону и выгоняет его. В 361 году через пифагорейца Архита, Дионисий Младший снова призывает Платона, обещая ему помириться с Дионом, и снова его обманывает, так что 70-летний Платон принуждён бежать из Сиракуз. Предполагается, что Аристотель вошёл в Академию до возвращения Платона.
По древним преданиям, Платон умер в день своего рождения в возрасте 81 года в 347 году до н. э. (13-й год правления македонского царя Филиппа). Его похоронили в саду Академии возле Мусейона. Считается, что он был погребён под именем Аристокл. В 2024 году благодаря частичной расшифровки одного из папирусов Геркуланумской библиотеки, авторство которого как считается принадлежит Филодему, выяснилось что, Платон был похоронен в саду своей академии в Афинах, рядом с мусейоном или сацеллумом, небольшим храмом посвящённым музам. Также в папирусе говорится, о последней ночи Платона, где сообщается, что несмотря на то, что Платон страдал от лихорадки, он критиковал за плохую игру флейтистку-варварку рабыню из Фракии. Эта информация говорит нам о двух вещах. Во-первых, что он был полностью греком, потому что, по их мнению, у варваров не было чувства ритма. И, во-вторых, что он был в ясном уме до последних часов своей жизни.

## Произведения
Платоновский корпус (Corpus Platonicum) — то есть исторически сложившаяся совокупность сочинений, которые со времён античности связываются с именем Платона и значительная часть которых представляет собой диалоги, — формировался на протяжении долгого времени. Вероятно, на протяжении долгого процесса формирования классического «собрания сочинений» философа случались как потери, так и приобретения, определявшиеся в известные моменты не только состоянием рукописной традиции, но и уровнем и направлением современной ему филологической критики.

### Издание Аристофана Византийского
Первой важной вехой на пути формирования корпуса можно считать собрание платоновских сочинений, составленное в III веке до нашей эры выдающимся филологом античности Аристофаном Византийским. Уже к этому времени под именем Платона ходили сочинения разного объёма и качества, часть которых была отклонена Аристофаном, тогда как ещё некоторая часть была помещена в собрании, правда, в качестве сомнительных или, при всех достоинствах, недостоверно платоновских произведений. Основу издания составили те сочинения, которые и сегодня определяют лицо Платоновского корпуса.
Аристофан Византийский положил, вероятно, начало систематизации сочинений Платоновского корпуса, поскольку в его издании они располагались трилогиями. Так, в одной трилогии объединялись «Государство», «Тимей» и «Критий», в другой — «Законы», «Минос» и «Послезаконие», в третьей — «Критон», «Федон» и «Письма», что свидетельствует о тематическом принципе классификации сочинений, весьма далёких друг от друга по объёму, структуре и по художественному уровню. Сочинения, которым не находилось тематических аналогов, в трилогии не включались и располагались беспорядочно.

### Издание Трасилла
Следующий важный этап истории Платоновского корпуса связан с деятельностью пифагорейца Трасилла Александрийского (I в. н. э.), придворного астролога императора Тиберия.
Это издание было разбито на девять тетралогий: 34 диалога, защитительная речь Сократа и 13 писем. Именно это издание было и остаётся основным для историков философии.
В этом издании диалоги приведены в следующем порядке:
I. «Евтифрон», «Апология Сократа», «Критон», «Федон».
II. «Кратил», «Теэтет», «Софист», «Политик».
III. «Парменид», «Филеб», «Пир», «Федр».
IV. «Алкивиад I», «Алкивиад II», «Гиппарх», «Соперники».
V. «Феаг», «Хармид», «Лахет», «Лисид».
VI. «Евтидем», «Протагор», «Горгий», «Менон».
VII. «Гиппий Больший», «Гиппий Меньший», «Ион», «Менексен».
VIII. «Клитофонт», «Государство», «Тимей», «Критий».
IX. «Минос», «Законы», «Послезаконие», «Письма».

### Сочинения, приписываемые Платону
Несколько небольших произведений, приписываемых Платону, ещё в античности вызывали сомнения в их подлинности. К таковым обычно относят:
- Определения
- О справедливом
- О добродетели
- Демодок
- Сизиф
- Эриксий
- Аксиох
- Алкиона

Различные античные авторы (например, Диоген Лаэртский III 62) упоминают названия не дошедших до нас диалогов Платона. У Афинея (XI 506) упоминается диалог «Кимон».
Существуют также приписываемые Платону письма, не входящие в трасилловский корпус. Кроме того, Платону приписываются 32 эпиграммы.

### Рецепция Платона в Риме и в Средневековье
Одним из самых известных пропагандистов платонизма в Древнем Риме был Цицерон, который перевёл «Протагора» и «Тимея» (переводы сохранились лишь во фрагментах) и написал нечто вроде адаптированного варианта «Государства» (De republica VI).

### Издание Марсилио Фичино
Первым полным изданием Платона в Западной Европе стал латинский перевод Марсилио Фичино (1483—1484 гг), который впервые явил западному миру творчество Платона в целом. Первое издание греческого текста Платона вышло в свет лишь тридцать лет спустя в Венеции, у Альда Мануция.

### Издание Анри Этьенна (Стафановское издание)
В 1578 г. вышел из печати греческий текст платоновского корпуса в сопровождении латинского перевода Жана де Серра (Serranus) гуманиста Анри Этьенна, выдающегося французского филолога-эллиниста XVI века. Пагинация греческого текста в издании Этьенна (две колонки, разделённые с помощью индексов а, b, с, d, е) сохраняется на полях любого новейшего издания сочинений Платона, как по-гречески, так и в переводах.

### Современная хронология
Согласно А. Ф. Лосеву, творчество Платона можно разделить на четыре периода. Авторство «Иона», «Гиппия большого», «Менексена», а также «Послезакония» спорно.

#### Ранний период (приблизительно90-егг.IV века до н. э.)
- «Апология Сократа»
- «Критон»
- «Евтифрон»
- «Лахет»
- «Лисид»
- «Хармид»
- «Протагор»
- 1-я книга «Государства»

#### Переходный период (80-е гг.)
- «Горгий»
- «Менон»
- «Эвтидем»
- «Кратил»
- «Гиппий меньший»
- «Ион»
- «Гиппий больший»
- «Менексен»

#### Зрелый период (70—60-е гг.)
- «Федон»
- «Пир»
- «Федр»
- II—X книги «Государства» (учение об идеях)
- «Теэтет»
- «Парменид»
- «Софист»
- «Политик»
- «Филеб»
- «Тимей»
- «Критий»

#### Поздний период
- «Законы» (50-е гг.)
- Послезаконие (редактор и вероятный автор — Филипп Опунтский)

## Онтология Платона

### Основные положения онтологии Платона
Принято считать, что Платон является одним из основателей идеалистического направления в мировой философии. Во многих сочинениях философа проводится мысль о том, что бытием в подлинном смысле слова можно назвать только абсолютные сущности, сохраняющие своё бытие безотносительно пространства и времени. Такие абсолютные сущности называются в сочинениях Платона идеями, или эйдосами. В диалоге Платона «Тимей» главный рассказчик приходит к положению, согласно которому решение онтологического вопроса всецело зависит от того, как мы решаем вопросы теории познания. Если мы соглашаемся с тем, что истинное познание касается только вечного и неизменного бытия, а касательно изменяющегося и временного не может быть истинного знания, но только лишь мнение, то следует признать автономное существование идей.

### Теория идей Платона
В диалоге «Тимей» Платон вкладывает в уста рассказчику следующие выводы из признания неподвижного бытия истинным объектом познания. Следует признать наличие трёх родов сущего — вечных идей, изменяющихся конкретных вещей и пространства, в котором существуют вещи:
Во-первых, есть тождественная идея, нерожденная и негибнущая, ничего не воспринимающая в себя откуда бы то ни было и сама ни во что не входящая, незримая и никак иначе не ощущаемая, но отданная на попечение мысли. Во-вторых, есть нечто подобное этой идее и носящее то же имя — ощутимое, рождённое, вечно движущееся, возникающее в некоем месте и вновь из него исчезающее, и оно воспринимается посредством мнения, соединенного с ощущением. В-третьих, есть ещё один род, а именно пространство: оно вечно, не приемлет разрушения, дарует обитель всему роду, но само воспринимается вне ощущения, посредством некоего незаконного умозаключения, и поверить в него почти невозможно.

### Проблемы, связанные с теорией идей
Среди исследователей существуют противоречивые суждения насчёт того статуса, который Платон приписывает идеям. Очевидно, что под идеями Платон понимает не просто понятие о вещи, но причину и цель её существования. В диалоге «Парменид» Платон критикует кардинальное противопоставление «мира идей» и «мира вещей». В этом диалоге персонаж, призванный изображать исторически существовавшего философа Парменида, берётся доказать нелепость утверждения о том, что идеи существуют отдельно от вещей. Во многих моментах проводимая Платоном критика дуализма вещей и идей повторяется в более поздних сочинениях Аристотеля.
Итог «Парменида» свидетельствует о том, что вопрос о существовании идеи есть вопрос о существовании единого вообще. Если единое существует, оно не может оставаться единым в строгом смысле этого слова. Исследователь Платона Татьяна Вадимовна Васильева говорит об этой проблеме следующее: «единое может оставаться единым, и только единым, одним-единственным единым, лишь до тех пор, пока оно не существует. Как только единое становится существующим единым, оно перестаёт быть только единым и становится многим. Здесь есть противоречие, но это противоречие самого бытия. Отвергает ли этот вывод отдельное существование идей? При монистической системе отвергает, при дуалистической нет».

### Идея Блага
В диалоге «Государство» даётся концепция об идее блага как высшем объекте познания. Само слово «благо» (τὸ ἀγαθόν) означает не просто нечто, оцениваемое этически положительно, но и онтологическое совершенство, например, добротность конкретной вещи, её полезность и высокое качество. Благо нельзя определять как удовольствие, потому что приходится признать, что бывают дурные удовольствия. Благом нельзя назвать то, что только приносит нам пользу, потому что это же самое может нанести вред другому. Благо Платона — это «благо само по себе» (αὐτὸ ἀγαθόν).
Платон уподобляет идею блага Солнцу. В видимом мире Солнце является необходимым условием как того, что объекты становятся доступными зрению, так и того, что человек получает способность видеть предметы. Ровно так же в сфере чистого познания идея блага становится необходимым условием как познаваемости самих идей, так и способности человека познавать идеи. Как это резюмируется Сократом в диалоге «Государство»: «что придаёт познаваемым вещам истинность, а человека наделяет способностью познавать, это ты и считай идеей блага — причиной знания и познаваемости истины».

## Учение о душе

### Дуализм души и тела
В философии Платона имеются признаки дуализма. Платон часто противопоставляет душу и тело как две разнородные сущности. Тело — разложимо и смертно, а душа — вечна. Согласно учению, изложенному в диалоге «Государство», в отличие от тела, которое можно погубить, душе ничто не может помешать существовать вечно. Если мы согласимся, что вред душе наносит порок и нечестие, то даже и в этом случае остаётся признать, что порок не приводит душу к смерти, а просто извращает её и делает её нечестивой. То, что неспособно погибнуть ни от какого зла, можно считать бессмертным: «раз что-то не гибнет ни от одного из этих зол — ни от собственного, ни от постороннего, то ясно, что это непременно должно быть чем-то вечно существующим, а раз оно вечно существует, оно бессмертно».

### Три части души
В своём диалоге «Федр» он даёт знаменитый образ колесницы души. Рисуется следующая картина: «Уподобим душу соединённой силе крылатой парной упряжки и возничего. У богов и кони, и возничие все благородны и происходят от благородных, а у остальных они смешанного происхождения. Во-первых, это наш повелитель правит упряжкой, а затем, и кони-то у него — один прекрасен, благороден и рождён от таких же коней, а другой конь — его противоположность и предки его — иные. Неизбежно, что править нами — дело тяжкое и докучное». Возница изображает здесь разум, добрый конь — волевую часть души, а дурной конь — страстную или эмоциональную часть души. В диалоге «Государство» Платон более подробно разбирает эти три составляющих психики человека. Так, он уподобляет разумную часть души — пастырю стада, волевую или яростную часть души — сопутствующим пастырю собакам, помогающим ему управляться со стадом, а неразумную, страстную часть души он называет стадом, добродетель которого — подчиняться пастырю и собакам. Таким образом, Платон выделяет три начала души:
1. Разумное начало, обращённое на познание и всецело сознательную деятельность.
2. Яростное начало, стремящееся к порядку и преодолению трудностей. Как говорит Платон, ярость и гнев отличаются от простых вожделений и даже зачастую спорят с ними: «мы замечаем, как человек, одолеваемый вожделениями вопреки способности рассуждать, бранит сам себя и гневается на этих поселившихся в нём насильников. Гнев такого человека становится союзником его разуму в этой распре, которая идёт словно лишь между двумя сторонами»[28]. Платон замечает, что яростное начало особенно заметно в человеке, «когда он считает, что с ним поступают несправедливо, он вскипает, раздражается и становится союзником того, что ему представляется справедливым, и ради этого он готов переносить голод, стужу и все подобные этим муки, лишь бы победить; он не откажется от своих благородных стремлений — либо добиться своего, либо умереть, разве что его смирят доводы собственного рассудка»[28].
3. Страстное начало, выражающееся в бесчисленных вожделениях человека. В диалоге Платона «Государство» говорится, что начало, «из-за которого человек влюбляется, испытывает голод и жажду и бывает охвачен другими вожделениями, мы назовём началом неразумным и вожделеющим, близким другом всякого рода удовлетворения и наслаждений»[28].

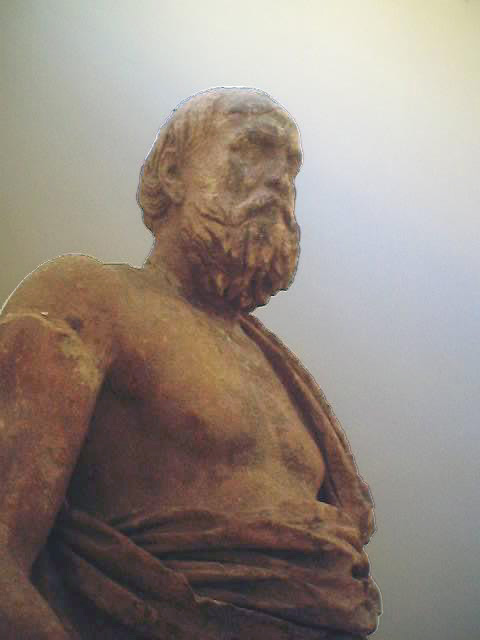
Статуя Платона в Дельфах

Во многих своих произведениях Платон подробно рассматривает теорию о бессмертии души. В диалоге «Федон» Платон излагает четыре аргумента в пользу этой теории.

### Первый аргумент в пользу бессмертия души
Первое доказательство бессмертия души получило название «циклического», поскольку основано на понятии взаимной обусловленности любых противоположностей. Поскольку противоположности предполагают наличие друг друга — так, большее возможно только при наличии меньшего, а сон возможен только при наличии бодрствования, — таким образом, смерть подразумевает наличие бессмертия. Как говорит в этом диалоге Сократ: «Если бы всё, причастное жизни, умирало, а умерев, оставалось бы мёртвым и вновь не оживало, — разве не совершенно ясно, что в конце концов все стало бы мертво и жизнь бы исчезла?» Раз живое происходит из мёртвого, а умереть может только живое, то этот факт может служить аргументом в пользу перевоплощения душ. Души умерших должны оставаться в нетленном состоянии, что отличает их от природы тела и предполагает дуализм духа и тела.

### Второй аргумент в пользу бессмертия души
Второй аргумент в пользу бессмертия души основан на учении о знании как припоминании. В сознании человека наличествуют универсальные понятия, такие, как «красота сама по себе» или «справедливость сама по себе». Эти понятия указывают на абсолютные сущности, существующие вечно. Если душа знает о них, то душа человека существовала и до того, как сам человек рождается на свет. Душа не могла бы получить знание о бессмертных и вечных сущностях, если бы сама не была бессмертной и вечной. В соединении с первым аргументом доказывается и продолжение существования души и после смерти человека: «Раз наша душа существовала ранее, то, вступая в жизнь и рождаясь, она возникает неизбежно и только из смерти, из мёртвого состояния. Но в таком случае она непременно должна существовать и после смерти: ведь ей предстоит родиться снова».

### Третий аргумент в пользу бессмертия души
Третий аргумент «Федона» связан уже с доказательством разнородности души и тела. В диалоге постулируется наличие двух видов сущего. К первому относится всё зримое и разложимое, ко второму — безвидное, то есть недоступное чувствам, и неразложимое. Как очевидно, тело это то, что зримо и постоянно изменяется. Следовательно, тело — сложно по природе, и в нём нет ничего простого и неразложимого. Именно поэтому тело и смертно. А душа безвидна и влечётся к познанию вещей вечных и неизменных.
Далее по ходу рассуждения Платон замечает «Когда душа и тело соединены, природа велит телу подчиняться и быть рабом, а душе — властвовать и быть госпожою. Приняв это в соображение, скажи, что из них, по-твоему, ближе божественному и что смертному? Не кажется ли тебе, что божественное создано для власти и руководительства, а смертное — для подчинения и рабства? — Да, кажется, отвечает его собеседник. — Так с чем же схожа душа? — Ясно, Сократ: душа схожа с божественным, а тело со смертным». Значит, раз уж смертное тело с помощью, например, бальзамирования, способно сохраняться длительное время в нетлении, то душа, причастная божественному началу, тем более должна быть признана бессмертной.
В своём диалоге Платон воспроизводит ряд контраргументов противников учения о бессмертии души. Так, если душа такова, какой её рисует Сократ в диалоге, то она подобна форме кувшина или налаженности струн лиры. Если разбить кувшин или разломать лиру, то и форма кувшина погибнет, и гармония звуков лиры исчезнет. С другой стороны — если душа и более прочна, чем тело, и способна жить вовсе без него или перевоплощаться в разные тела, то почему не предположить, что настанет момент, когда душа износится и наконец погибнет.
Против первого контраргумента находятся следующие возражения — душа не просто «настроенность» тела, не его внутренняя гармония, но нечто существующее до самого тела. Как резюмирует доводы, приводимые здесь в пользу бессмертия души, Алексей Федорович Лосев: «душа не есть гармония, строй, подобный тому, который создаётся лирой, но существует, как сказано выше, до тела в виде сущности (ουσία), именуемой бытием (δ εστίν); поэтому, прежде чем быть строем или настроением тела, душа есть сама же она, и быть душой свойственно всем душам совершенно одинаково; а так как для того, чтобы настроить лиру, уже надо иметь представление о желательном строе, то и душа, прежде чем быть гармонией тела, должна не зависеть от этой телесной гармонии и отдельных её моментов, а, наоборот, сама настраивать или расстраивать лиру».

### Четвёртый аргумент в пользу бессмертия души
Возражение против второго контраргумента представляет собой самостоятельное, четвёртое доказательство бессмертия души. В нём даётся более сложное учение о противоположностях. Противоположности исключают друг друга. Так, если число чётное, то оно не может быть нечётным, а если нечто справедливо, то оно не может быть несправедливым.
Если дать определение души, то она есть подлинная причина существования тела. Такая причина называется Платоном эйдосом или идеей. Подобно тому, как нельзя вывести из строения тела Сократа тот факт, что ныне он находится в заключении, приговорённый к смертной казни, так и во всяком ином случае сама телесность не может считаться причиной существования человека.
Поэтому душа как «идея жизни» не может быть причастна ничему, что противоположно жизни, то есть смерти. И этим доказывается бессмертие души, иллюстрацией которому у Платона в «Федоне» служит следующий диалог Сократа и Кебета: «-Что должно появиться в теле, чтобы оно было живым? — Душа, — сказал Кебет. — И так бывает всегда? — А как может быть иначе? — спросил тот. — Значит, чем бы душа ни овладела, она всегда привносит в это жизнь? — Да, верно. — А есть ли что-нибудь противоположное жизни или нет? — Есть. — Что же это? — Смерть. — Но — в этом мы уже согласились — душа никогда не примет противоположного тому, что всегда привносит сама? — Без всякого сомнения! — отвечал Кебет. — Что же выходит? Как мы сейчас назвали то, что не принимает идеи чётного? — Нечётным. — А не принимающее справедливости и то, что никогда не примет искусности? — Одно — неискусным, другое — несправедливым. — Прекрасно. А то, что не примет смерти, как мы назовём? — Бессмертным. — Но ведь душа не принимает смерти? — Нет. — Значит, душа бессмертна? — Бессмертна, — сказал Кебет».

### Судьба души человека
В диалоге «Федр» дана мифологическая иллюстрация, изображающая существование бессмертной души. Она изначально обитает в сфере «чистого бытия», не причастного ничему временному и меняющемуся, созерцая чистые формы, идеи или эйдосы. Человеческие души иногда имеют даже возможность заглянуть в «занебесное» поле сверхсущностного бытия или «идеи Блага», но это даётся с большим трудом и далеко не все они способны на это. Души людей из-за своего несовершенства часто падают из сферы чистых форм и вынуждены проводить время на Земле, вселившись в то или иное тело.
Платон вводит этические и религиозные моменты в своё учение о бессмертии души. Так, в частности, он упоминает о возможности посмертных наказаний и наград душе за её земные свершения. В диалоге «Государство» он приводит мифологическое сказание о посмертных судьбах человеческих душ, якобы известное со слов некоего памфилийца Эра, который «как-то он был убит на войне; когда через десять дней стали подбирать тела уже разложившихся мертвецов, его нашли ещё целым, привезли домой, и когда на двенадцатый день приступили к погребению, то, лежа уже на костре, он вдруг ожил, а оживши, рассказал, что он там видел».

## Учение о познании
Всё, доступное познанию, Платон в VI книге «Государства» делит на два рода: воспринимаемое посредством чувств и познаваемое умом. Отношение между сферами чувственно-воспринимаемого и умопостигаемого определяет и отношение разных познавательных способностей: чувства позволяют познавать (хоть и недостоверно) мир вещей, разум позволяет узреть истину.
- Чувственно-воспринимаемое вновь делится на два рода — сами предметы и их тени и изображения. С первым родом соотносится вера (πίστις), со вторым — уподобление (εἰκασία). Под верой имеется в виду способность обладать непосредственным опытом. Взятые вместе, эти способности составляют мнение (δόξα). Мнение не есть знание в подлинном смысле этого слова, поскольку касается изменчивых предметов, а также их изображений.
- Сфера умопостигаемого также делится на два рода — это идеи вещей и их умопостигаемые подобия. Идеи для своего познания не нуждаются ни в каких предпосылках, представляя собой вечные и неизменные сущности, доступные одному лишь разуму (νόησις). Ко второму роду относятся математические объекты. Согласно мысли Платона, математикам лишь «снится» бытие, поскольку они используют выводные понятия, нуждающиеся в системе аксиом, принимаемых бездоказательно. Способность производить такие понятия есть рассудок (διάνοια). Разум и рассудок вместе составляют мышление, и лишь оно способно на познание сущности.

Платон вводит следующую пропорцию: как сущность относится к становлению, так мышление относится к мнению; и так же относятся познание к вере и рассуждение к уподоблению.
Особую известность в теории познания имеет аллегория Платона «Миф о пещере» (или «Притча о пещере»).

## Диалектика Платона
Главным методом познания Платон называет диалектику, которую он определяет как познание самих сущностей вещей. В диалоге «Государство» собеседники приходят к выводу, что занимается диалектикой лишь тот, кто, «делает попытку рассуждать… посредством одного лишь разума, устремляется к сущности любого предмета и не отступает, пока при помощи самого мышления не постигнет сущности блага. Так он оказывается на самой вершине умопостигаемого, подобно тому как другой взошёл на вершину зримого».
В обыденном понимании диалектика — это лишь искусство рассуждать в общении, особенно во время спора. Для Платона в обыденном значении слова важно было подчеркнуть момент всеобъемлющего рассмотрения вещи.

## Политико-правовое учение Платона
Основными политическими произведениями Платона являются трактаты «Государство», «Законы» и диалог «Политик».
Наиболее известным диалогом Платона является «Государство». Он описывает политическую утопию, противопоставляемую круговороту реальных государственных форм.
Эти положения отталкиваются от общефилософских взглядов. По Платону существуют два мира: мир идей (эйдосов) и мир вещей. Любая вещь является лишь отражением своей идеи, может стремиться к ней, но никогда не достигнет её. Философ должен изучать идеи, а не сами вещи. Это относится и к государству, Платон описывает круговорот государственных форм, но все они несовершенны, хотя бы потому, что существуют в мире вещей, идеальная же форма полиса им противостоит.

### Политические идеи в «Государстве»
Происхождение государства вполне правдоподобно: разделение труда приводит к обмену между людьми, а обмен удобен, если жить вместе. Мысль о разделении труда и лежит в основе платоновской утопии.
Всё не так в мире идей. Разделение труда порождает необходимость различных добродетелей в каждой из профессий. Изначально это добродетели земледельца, строителя и ткача (вытекают из первичных по Платону потребностей в еде, доме и одежде). Затем с ростом государства-полиса возникают конфликты с другими государствами, формируется профессиональная общность воинов. Итак, два класса уже есть: производители и воины. Ну и третий, правители-философы, создают наилучшие законы для недопущения круговорота государственных форм — аналогия с «правлением знающих» Сократа. Так что политический идеал Платона — это стабильность государства. Чтобы оно было стабильным, требуется стабильность в обществе, каждый выполняет собственную работу — это справедливо. Неравенство сословий — это тоже нормально, ведь счастье отдельного человека для счастья полиса не значит ничего.

### Политические идеи в «Законах»
Позже Платон в «Законах» опишет иную утопию и другой государственный строй — аристократическая республика или аристократическая монархия.
- 4 класса, в зависимости от имущественного ценза,
- 5040 граждан и сложнейшая система управления.
- допускается личная собственность, деньги, разрешено создание семьи для всех сословий[33].
- значительное усиление контролирующей роли государства, строжайше регламентирующего все общественные отношения.

Платон различал два вида государственного устройства аристократического управления:
1. над всеми стоят правители.
2. все подчиняются законам.

На страже законов стоит система правосудия. И без истинного правосудия государство перестаёт быть государством.
Аристократическое государство может стать монархическим, если среди правителей выделится кто-нибудь один (царская власть).
Если же будет несколько правителей, то государство будет республиканским (аристократическое правление).
Важнее непосредственно законодательная мысль «Законов»: раз счастье гражданина не есть ценность, то для счастья полиса к отдельному человеку могут быть применены меры физического воздействия. Таким образом, санкция со времён Платона становится неотъемлемым признаком позитивного закона.

## Этические взгляды
Философия Платона почти вся пронизана этическими проблемами: в его диалогах рассматриваются такие вопросы как: природа высшего блага, его осуществление в поведенческих актах людей, в жизни общества.
Нравственное мировоззрение Платона развивалось от «наивного эвдемонизма» (Протагор) к идее абсолютной морали (диалог «Горгий»). В диалогах «Горгий», «Теэтет», «Федон», «Республика» этика Платона получает аскетическую ориентацию: она требует очищения души, очищения от мирских удовольствий, от преисполненной чувственных радостей светской жизни.
Задача человека в том, чтобы возвыситься над беспорядком (несовершенным чувственным миром) и всеми силами души стремиться к уподоблению Богу, который не соприкасается ни с чем злым («Теэтет»); в том, чтобы освободить душу от всего телесного, сосредоточить её на себе, на внутреннем мире умозрения и иметь дело только с истинным и вечным («Федон»).
Платону характерна и примиряющая эвдемоническая позиция, которая излагается в диалогах «Филеб» и «Законы».
Во всех произведениях Платона подразумевается существование эроса, стремление к идеалу в высшей красоте и вечной полноте бытия.

## Человек
Сущность человека усматривал в его вечной и бессмертной душе, вселяющейся в тело при рождении. Она (а значит и человек) восприимчива к знанию. В этом Платон видел родовое (общее) отличие от животного. А на видовом (частном) уровне человек отличается от животного своими внешними особенностями. На основе этих отличий Платон сформулировал одно из первых определений сущности человека:
Человек — существо бескрылое, двуногое, с плоскими ногтями, восприимчивое к знанию, основанному на рассуждениях
У Платона нет абсолютного противопоставления животных и человека. В силу того, что душа человека бессмертна, а тело тленно, человек — дуалистичен. 
Существует легенда, согласно которой Диоген Синопский на определение Платона «Человек есть животное о двух ногах, лишённое перьев», ощипал курицу и принёс к нему в школу, объявив: «Вот платоновский человек!» На что Платон к своему определению вынужден был добавить «…и с широкими ногтями».

## Неписаное учение
Сохранилось порядка 70 античных свидетельств о том, что Платон в последние годы жизни излагал некоторое систематическое учение («Неписаное учение» как называет его Аристотель). Это незаписанное учение, называвшееся, предположительно, «О благе как таковом», Платон по мнению исследователей тюбингенской школы в платоноведении излагал в последние годы преподавания в Академии.

## Тексты
Оригинальные рукописи текстов Платона до нашего времени не дошли. Старейшими копиями произведений являются найденные на египетских папирусах в Оксиринхе фрагменты нескольких диалогов, датируемые около 200 года н. э. Наиболее древние сохранившиеся полные тексты относятся к X веку.
В VI веке был осуществлён перевод на армянский язык. Вплоть до XII века единственным диалогом Платона, переведённым на латинский язык, был «Тимей», перевод которого был выполнен в IV веке Халкидием. Всё раннее Средневековье искало знание о платонизме прежде всего не из первоисточника, а из исследовательских трудов неоплатоников, связавших философские концепции Платона с религиозными и отчасти мистическими идеями.
В середине XII века возникло движение так называемой «шартрской школы», важную роль в котором сыграло изучение платоновского «Тимея». В том же XII веке Аристипп перевёл на латинский язык диалоги «Менон» и «Федон».
В середине XV века, когда Марсилио Фичино перевёл на латинский язык все работы философа, наследие Платона во всей полноте вернулось в общественную и научную жизнь Европы.

## История изучения

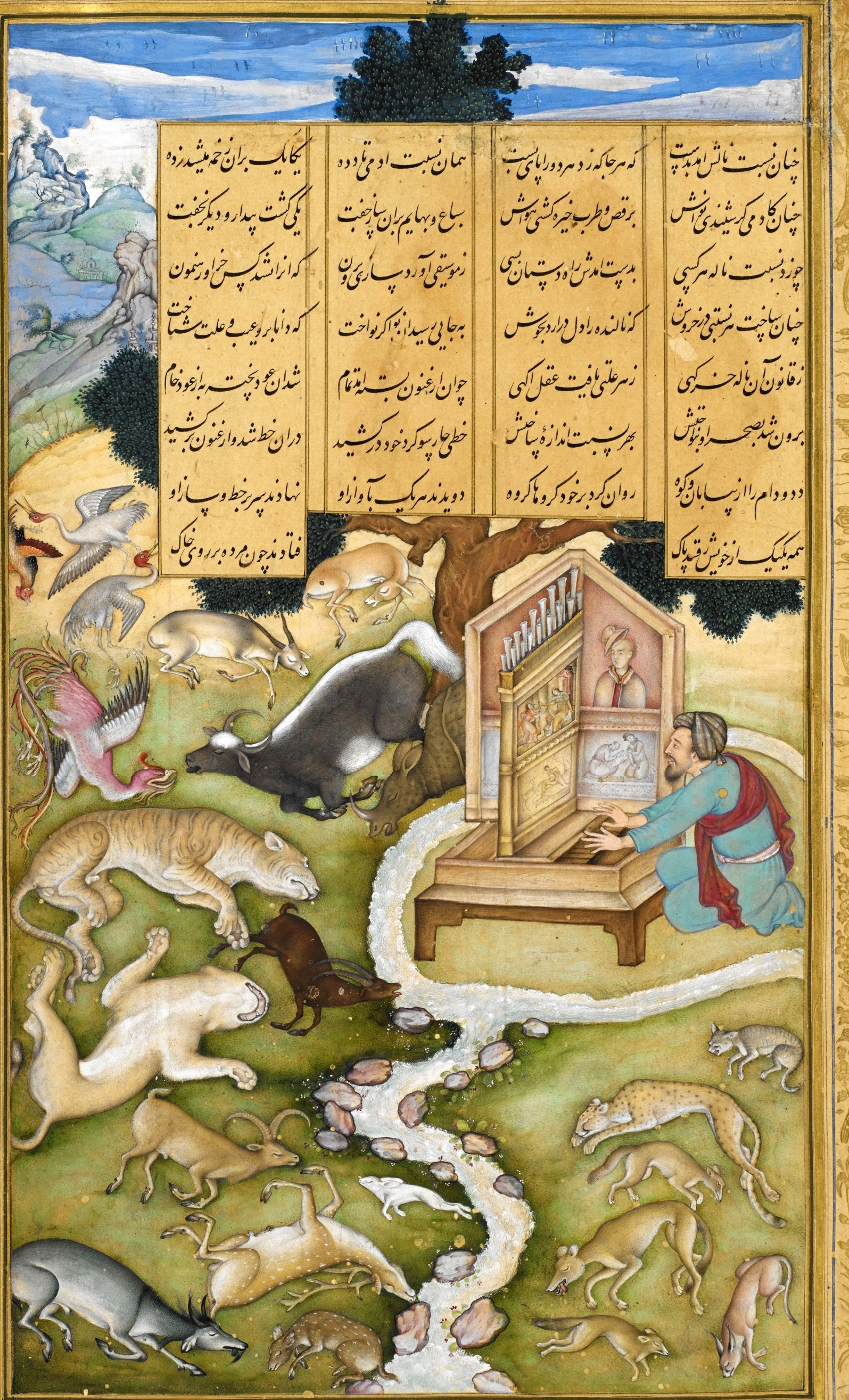
Посмертная слава Платона была распространена не только в Европе, но и в Азии. Восточные поэты наделили «мудреца Афлатуна» невероятными качествами, одним из которых была его способность околдовывать своей музыкой диких зверей. На могольской миниатюре XVI века Платон усыпил даже сказочную птицу Симург. Художник Мадху Ханазад. «Хамсе» Низами, 1595—1596 г. Британская библиотека, Лондон

В период средневековья и Возрождения в западноевропейской культуре Платон рассматривался в первую очередь как стилист и литератор, но не как догматический философ. Первая монография по Платону была написана Тенеманном в XVIII веке.
Значительный вклад в понимание Платона сделал Шлейермахер, выдвинув гипотезу о единой доктрине, отстаиваемой Платоном. В 1804 году Шлейермахер издал свой перевод текстов Платона на немецкий (этот перевод до настоящего времени считается одним из лучших переводов Платона на современный язык) и сопроводил это издание вступлением, совершившим переворот в отношении к Платону. В числе прочего Шлейермахер уделяет значительное внимание жанровой особенности диалога Платона. Шлейермахер исходил из оценки Платона как преподавателя и педагога. Тексты Платона поэтому имеют учебный, но не систематический характер. По мнению Шлейермахера, основные идеи Платона были сформированы ещё в юные годы, а тексты написаны в соответствии с некоторым глобальным планом раскрытия этих идей.
Позже Германн сделал предположение, что взгляды Платона с течением жизни менялись. Впоследствии все сочинения Платона были разделены на ранние или «малые сократические», зрелые («Государство»), где утверждается теория идей и поздние («Парменид»), где Платон пересматривает свои взгляды.
В 1950-х годах немецкими исследователями Гансом Кремером и Конрадом Гейзером был выдвинут ряд тезисов, существенно пересматривавших классическое представление о содержании платоновского учения, положивших начало так называемой тюбингенской революции в платоноведении. Согласно исследованиям тюбингенцев, сохранившиеся тексты Платона ничего не дают для понимания его подлинного учения (т. н. «неписаное учение»), которое в его текстах не зафиксировано, однако излагалось им в Академии.
В целом интерпретации философии Платона современные учёные разделяют на несколько направлений:
- интерпретация в ключе метафизики и гносеологии, идущая от Академии;
- религиозно-мистическая интерпретация;
- этико-политическая интерпретация, возникшая в XX веке;
- интерпретация, возникшая в последние десятилетия, признаёт первостепенным для Платона выражение истины через устную речь.

В 1979 году в СССР официально, пусть и лишь в академических кругах, отметили 2400 лет со дня рождения Платона. Г. Гусейнов отмечает, что «мало где в мире сочинения Платона выходили такими большими тиражами в видах массового просвещения, как в СССР в 1960—1970-е гг.».

## Политическая критика Платона
За последние 150 лет ряд известных философов критиковали политические взгляды Платона. Начало было положено ещё Фридрихом Ницше в работе «Рождение трагедии из духа музыки» (1872). Ницше провозгласил Платона наряду с «деспотическим логиком» Сократом отцом аполлонического начала в европейской культуре. С других позиций Платона критиковал Карл Поппер. В работе «Открытое общество и его враги» (1945) он трактовал политическую философию Платона как утопическую, обвиняя Платона в историцизме, и рассматривал его как первого тоталитариста. В дальнейшем развитие получила критика в русле ницшевской традиции. К ней относятся «антиплатонические» тексты Мартина Хайдеггера, Ханны Арендт, Жака Деррида, Жиля Делёза, Лео Штрауса, Мишеля Фуко.

## Переводчики Платона

### На русский язык
- Аверинцев, Сергей Сергеевич
- Ананьин, Степан Андреевич
- Апт, Соломон Константинович
- Болдырев, Александр Васильевич
- Боровский, Яков Маркович
- Васильева, Татьяна Вадимовна
- Доватур, Аристид Иванович
- Егунов, Андрей Николаевич
- Жебелёв, Сергей Александрович
- Карпов, Василий Николаевич
- Клеванов, Александр Семёнович
- Лосев, Алексей Фёдорович
- Маркиш, Симон Перецович
- Ошеров, Сергей Александрович
- Пахомов, Матвей Сергеевич (XVIII век)
- Протопопова, Ирина Александровна
- Редкин, Пётр Григорьевич
- Самсонов, Николай Васильевич
- Сидоровский, Иоанн Иоаннович (XVIII век)
- Соловьёв, Владимир Сергеевич
- Соловьёв, Михаил Сергеевич
- Томасов, Николай Николаевич
- Сесиль Яковлевна Шейнман-Топштейн
- Серёжников, Виктор Константинович

### На европейские языки
- Шлейермахер, Фридрих Даниэль Эрнст

### На армянский язык
- Переводчики грекофильской школы (VI—VIII века)[42], Григор Магистрос (XI век)[43].

### Тексты и переводы
- В серии «Loeb classical library» сочинения изданы в 12 томах (№ 36, 165, 166, 167, 237, 276, 123, 164, 234, 187, 192, 201)
- В серии «Collection Budé» сочинения изданы в 14 томах, 26 книгах (т. 14 занимает «Lexique de la langue philosophique et religieuse de Platon» par E. des Places. 578 p.)

Русские переводы: Собрания сочинений (переводы отдельных диалогов указываются в статьях о них):
- Творения велемудрого Платона часть первая переложенная с греч.яз. на рос. И.Сидоровским и М.Пахомовым, находящиеся при обществе благородных девиц. Ч. 1—3. — СПб., 1780—1785. (итого 25 диалогов)
  - Ч. 1. Лисид, Евфидим, Пришлец, Евфифрон, Защитительная Сократова слова, Критон, Федон, Алкивиад первый, Алкивиад второй, Лахит, Протагор, Менон, Филив, Ион, Горгий, Соперники. — 14+708 с.
  - Ч. 2. Половина 1. Феетит, Пир, Федр, Иппий Больший, Иппий Меньший, Хармид, Градоправитель. — 414 с.
  - Ч. 2. Половина 2. Платоново Гражданство, или О праведном 10 книг. — 1783. — 415—902 с.
  - Ч. 3. Законы, или О законоположении 13 книг. — 1785. — 394 с.
- Сочинения Платона, переведённые с греческого и объяснённые проф. [В. Н.] Карповым. 2-е изд., испр. и доп. — СПб—М., 1863—1879.
  - Ч. 1. Протагор. Эвтидем. Лахес. Хармид. Иппиас. Эвтифрон. Апология Сократа. — СПб., 1863. — 30+448 с.
  - Ч. 2. Критон. Федон. Менон. Горгиас. Алкивиад первый. Алкивиад второй. — СПб., 1863. — 486 с.
  - Ч. 3. Политика, или Государство. — СПб., 1863. — 532 с.
  - Ч. 4. Федр. Пир. Лизис. Иппиас больший. Менексен. Ион. Феаг. Соперники. Иппарх. Клитофон. — СПб., 1863. — 470 с.
  - Ч. 5. Филеб. Кратил. Теэтет. Софист. — М., 1879. — 574 с.
  - Ч. 6. Политик. Парменид. Тимей. Критиас. Минос. Эриксиас. — М., 1879. — 578 с. (итого 34 произведения. Нет «Законов», «Послезакония», «Писем»)
- Полное собрание творений Платона в 15 т. / Под ред. С. А. Жебелёва, Л. П. Карсавина, Э. Л. Радлова. (Труды Петерб.филос.об-ва). — Пб—Л: Academia, 1922—1929. (не завершено, вышли т. 1, 4, 5, 9, 13, 14)
  - Т. 1. Евтифрон. Апология Сократа. Критон. Федон. / Пер. С. Жебелёва. — Пб, 1923. — 216 с.
  - Т. 4. Парменид. / Пер. Н. Томасова. Филеб. / Пер. Н. В. Самсонова. — Л., 1929. — 192 с.
  - Т. 5. Пир. Федр. / Пер. С. А. Жебелёва. — Пб, 1922. — 174 с.
  - Т. 9. Гиппий больший. / Пер. А. В. Болдырева. Гиппий меньший. Ион. / Пер. Я. М. Боровского. Менексен. / Пер. А. В. Болдырева. Клитофонт. / Пер. А. И. Болтуновой. — Л., 1924. — 144 с.
  - Т. 13. Законы. Кн. 1—6. / Пер. А. Н. Егунова. — Пб., 1923. — 221 с.
  - Т. 14. Законы. Кн. 7—12 и послесловие к Законам. / Пер. А. Н. Егунова. — Пб, 1923. — 272 с.
- Платон. Теэтет. / Пер. В. Сережникова. М.—Л., 1936.
- Платон. Собрание сочинений в 3 т. (в 4 кн.) (Серия «Философское наследие»). — М.: Мысль, 1968—1973. 35000 экз.
  - Т. 1. 1968. 624 с.
  - Т. 2. 1970. 611 с.
  - Т. 3, ч. 1. 1971. 687 с.
  - Т. 3, ч. 2. 1972. 678 с.
- Платон. Диалоги. (Серия «Философское наследие». Т. 98). — М.: Мысль, 1986. — 605 с. 100000 экз. (не вошедшие в трёхтомник сочинения)
- Платон. Федр. / Пер. Α. Η. Егунова, вступит, ст. и комм. Ю. А. Шичалина (греч. текст и рус. пер.). — М., 1989.
- Платон. Собрание сочинений. В 4 т. / Под общ. ред. А. Ф. Лосева, В. Ф. Асмуса, А. А. Тахо-Годи. (Серия «Философское наследие»). — М.: Мысль. 1990—1994. (наиболее полное и лучшее на данный момент русскоязычное издание)
  - Т. 1. 1990. 864 с.
    - Апология Сократа. Критон. / Пер. М. С. Соловьёва.
    - Феаг. Алкивиад II. Менексен. Евтидем. Гиппий меньший. Алкивиад I. Лахет. Евтифрон. Лисид. Хармид. / Пер. С. Я. Шейнман-Топштейн.
    - Ион. / Пер. Я. М. Боровского.
    - Гиппий больший. / Пер. А. В. Болдырева.
    - Протагор. / Пер. Вл. С. Соловьёва.
    - Горгий. / Пер. С. П. Маркиша.
    - Менон. / Пер. С. А. Ошерова.
    - Кратил. / Пер. Т. В. Васильевой.

  - Т. 2. 1993. 528 с.
    - Федон. / Пер. С. П. Маркиша.
    - Пир. / Пер. С. К. Апта.
    - Федр. / Пер. А. Н. Егунова.
    - Теэтет. / Пер. Т. В. Васильевой.
    - Софист. / Пер. С. А. Ананьина.
    - Парменид. / Пер. Н. Н. Томасова.

  - Т. 3. 1994. 656 с.
    - Филеб. / Пер. Н. В. Самсонова.
    - Государство. / Пер. А. Н. Егунова.
    - Тимей. Критий. / Пер. С. С. Аверинцева.

  - Т. 4. 1994. 832 с.
    - Политик. / Пер. С. Я. Шейнман-Топштейн.
    - Законы. Послезаконие. / Пер. А. Н. Егунова.
    - Письма. / Пер. С. П. Кондратьева.
    - Сочинения платоновской школы. / Пер. С. Я. Шейнман-Топштейн.
    - Учебники платоновской философии. / Пер. Ю. А. Шичалина, Т. Ю. Бородай, А. А. Пичхадзе.
    - Эпиграммы. / Пер. Л. Блуменау, М. Гаспарова, И. Груниной, П. Краснова, О. Румера, С. Соболевского, Ю. Шульца.

### Исследования на русском языке
Справочные труды:
- Большая советская энциклопедия
- Бородай Т. Ю. Платон. // Античная философия: Энциклопедический словарь. — М.: Прогресс-Традиция. 2008. — С. 565—574. (включает библиографию)
- Бородай Т. Ю. Платон // Новая философская энциклопедия / Ин-т философии РАН; Нац. обществ.-науч. фонд; Предс. научно-ред. совета В. С. Стёпин, заместители предс.: А. А. Гусейнов, Г. Ю. Семигин, уч. секр. А. П. Огурцов. — 2-е изд., испр. и допол. — М.: Мысль, 2010. — ISBN 978-5-244-01115-9.
- Соловьёв В. С. Платон // Энциклопедический словарь Брокгауза и Ефрона : в 86 т. (82 т. и 4 доп.). — СПб., 1890—1907.

Обзорные труды:
- Асмус В. Ф. Платон. (Серия «Мыслители прошлого»). — М.: Мысль. 1969. 247 с. 25000 экз.
  - 2-е изд. 1975. 223 с. 50000 экз.
- Грот Н. Я. Очерк философии Платона. — М., 1896.
- Колчинский И. Г., Корсунь А. А., Родригес М. Г. Астрономы: Биографический справочник. — 2-е изд., перераб. и доп.. — Киев: Наукова думка, 1986. — 512 с.
- Лосев А. Ф. История античной эстетики.
  - [Т. 2] Софисты. Сократ. Платон. — М., 1969.
  - [Т. 3] Зрелая классика. — М., 1975.
- Лосев А. Ф., Тахо-Годи А. А. Платон. Жизнеописание. (Серия «Люди. Время. Идеи»). — М.: Детская литература, 1977. — 223 с. 75000 экз.
  - = М.: Мол. гв., 1993. 2000.
- Васильева Т. В.  Путь к Платону. Любовь к мудрости или мудрость любви. — М.: Изд-во «Логос», изд-во «Прогресс-Традиция», 1999. — 206 с. — ISBN 5-8163-0001-6.

Частные труды:
- Бородай Т. Ю. Рождение философского понятия. Бог и материя в диалогах Платона. — М.: Изд. Савин С. А., 2008. — 284 с. ISBN 978-5-902121-17-6
- Васильева Т. В. Афинская школа философии. Философский язык Платона и Аристотеля. (Серия «Из истории мировой культуры»). — М.: Наука, 1985. — 161 с.
- Геворкян А. Т. Иносказания Платона. — Ереван: Айастан, 1987. — 193 с. 1000 экз.
- Геворкян А. Т. Тайна Платона: текст лекций. — Ереван: Чартарагет, 2008. — 159 с.
- Гончаров И. А. Практические основания истины в античном платонизме. — Сыктывкар, 1998.
- Зеннхаузер В. Платон и математика. — СПб.: Издательство РХГА, 2016. — 614 с. : ил. — (Античные исследования). — ISBN 978-5-88812-786-5.
- Казарян С. О. Античное моделирование и Платон. — Ереван: Айастан, 1987. — 269 с.
- Карабущенко П. Л. Элитология Платона: (Античные аспекты философии избранности). — М.; Астрахань: Изд-во МОСУ, 1998. — 214 с.
- Линицкий П. И. Учение Платона о божестве. — Киев, 1876. — 334 с.
- Могилевский Б. М. Платон и сицилийские тираны: мудрец и власть. — М.: URSS, 2005. — 157 с.
- Нерсесянц В. С. Платон. (Серия «Из истории политической и правовой мысли»). — М.: Юрид. лит., 1984. — 104 с.
- Новицкий К. П. (Петровин К.) Платон. (Серия «Родоначальники утопического коммунизма»). — М.: Красн. Новь, 1923. — 284 с.
- Панаиотиди Э. Г. Музыкально-педагогические воззрения Платона. — М.: ИФ РАН, 1999. — 130 с.
- Панченко Д. В. Платон и Атлантида. (Серия «Из истории мировой культуры»). — Л.: Наука, 1990. — 187 с. 35000 экз.
- Панфилов В. А. Философия математики Платона. — Дніпропетровськ: ДДУ, 1997. — 112 с.
- Ракчеева Н. Е. Государство. Платон. — М.: МАКС Пресс, 2001. — 202 с.
- Рябец Ф. Я. Диалог Платона «Менон». Отношение этого диалога к «Протагору» и подлинность его. — Одесса, 1879. — 223 с.
- Рубинштейн М. М. Платон — учитель. — Иркутск, 1920. — 122 с.
- Самойлов С. Ф., Просветов С. Ю. Философские жанры в творчестве Платона: опыт теоретического моделирования. — Краснодар, 2006. — 126 с.
- Скворцов Н. Платон, о знании в борьбе с сенсуализмом и рассудочным эмпиризмом. Анализ диалога Феэтет, с примеч. и объясн. — М., 1871. — 235 с.
- Фомин В. П. Сокровенное учение античности в духовном наследии Платона. — М.: Аргус, 1994. — 285 с.
- Чкуасели И. Г. Педагогические взгляды Платона. — Тб., 1968.
- Шейнман-Топштейн С. Я. Платон и ведийская философия. — М., 1978. — 199 с.
- Платон и его эпоха. — М.: Наука, 1979. — 318 с.
- Огурцов А. П. Платон-математик. — M.: Голос, 2011. — 375 c. — ISBN 978-5-91932-005-0.
- Педагогические воззрения Платона и Аристотеля. / Пер. С. В. Меликовой и С. А. Жебелёва. Вст. статья Ф. Ф. Зелинского. Пг.: Тип. акц. об-ва «Слово», 1916.

Платон и потомки:
- Абдуллаев Е. В. Идеи Платона между Элладой и Согдианой: очерки ранней истории платонизма на Среднем Востоке. — СПб.: Алетейя, 2007. — 316 с. — ISBN 978-5-903354-13-9
- Дёмин Р. Н. Платон и мантика в культуре советского андеграунда во второй половине 70-х — начале 80-х годов XX века // Универсум платоновской мысли: Платон и современность. Тезисы докладов. СПб., 2016. С. 68-69.
- Кошкарян М. С. Платон, Шекспир: Слово и онтологическое обоснование справедливости. — М.: Изд-во гуманит.лит., 2003. — 299 с.
- Михаленко Ю. П. Платон и современная антитеза либерализма и тоталитаризма: Р. Кроссмен, К. Поппер, Б. Рассел и др. в окружении корифеев античной политической мудрости. — М.: Диалог-МГУ, 1998. — 152 с.
- Маяцкий М. А. Спор о Платоне: Круг Штефана Георге и немецкий университет. М.: Изд. дом Высшей школы экономики. — 344 с. — ISBN 978-5-7598-0908-1.
- Мирошниченко Е. И. Очерки по истории раннего платонизма в России. СПб.: Алетейя, 2013. — 172 с. — ISBN 978-5-91419-826-5.
- Михаленко Ю. П. Политический идеал Платона в контексте реальной истории. — М.: ИФ РАН, 2003. — 205 с. — ISBN 5-201-02144-1.
- Мочалова И. Н. Философия ранней Академии. СПб., 2007. — 144 с. — ISBN 978-5-8290-0712-6.
- Россман В. И. Платон как зеркало Русской Идеи // Вопросы философии. — 2005. — № 4.
- Семашко Л. М. Диалектика Платона и её интерпретация Гегелем // Философские науки. — 1971. — № 4.
- Тихолаз А. Г. Платон и платонизм в русской религиозной философии второй половины XIX — начала XX веков. — Киев: ВиРА «Инсайт», 2003. — 367 с. — ISBN 966-95755-7-5.
- Триандафилидис Д. В. Платон и философия всеединства Владимира Соловьёва // Греческая культура в России XVII—XX в. — М., 1999. — С. 87—95.

### Исследования на других языках
- Альберт К.[англ.] О понятии философии у Платона: монография. / Пер. с нем., предисловие и примечание М. Е. Буланенко. Владивосток: Изд-во Дальневосточного федерального университета, 2012. — 120 с. — ISBN 978-5-7444-4268-6-6.
- Бриссон Л. Платон. Писатель, который изобрёл философию. — М.: Rosebud Publishing, 2019. — 288 с. — ISBN 978-5-905712-25-8.
- Гадамер Г. Г. Диалектическая этика Платона. Феноменологическая интерпретация «Филеба». — СПб., 2000. — 256 с.— ISBN 5-93597-006-6.
- Диллон Д. Наследники Платона. Исследование истории древней Академии / Пер. с англ. Е. В. Афонасина. СПб, 2005 ISBN 5-288-03724-8
- Диллон Д. Средние платоники. 80 г. до н. э. — 220 г. н. э. / Пер. с англ. Е. В. Афонасина. СПб., 2002 ISBN 5-89329-536-6
- Йегер В. Пайдейя. Пер. с нем. М. Н. Ботвинника. — М. : Греко-латинский кабинет, 1997.
- Слезак Т. А. Как читать Платона / Пер. с нем.,предисл. и примечания М. Е. Буланенко. — СПб., 2008. — 314 с. — ISBN 978-5-288-04780-0.
- Фестюжьер А.-Ж. Созерцание и созерцательная жизнь по Платону. / Пер. с фр. (Серия «Слово о сущем». Т. 57). — СПб.: Наука, 2009. — 497 с.
- Эберт Т. Сократ как пифагореец и анамнезис в диалоге Платона «Федон». / Пер. с нем. А. А. Россиуса. — СПб.: Изд-во СПбГУ, 2005. — 158 с.
- Cherniss H. Aristotle’s Criticism of Plato and the Academy, I (Baltimore, 1944; repr. New York, 1964)
- Cherniss H. The Riddle of the Early Academy. — Berkely-Los Angeles, 1945.
- Hermann K. F. Geschichte und System der Platonischen Philosophie. — Heidelberg, 1839.
- John Holbo[англ.], Belle Waring. Reason and Persuasion: Three Dialogues By Plato: Euthyphro, Meno, Republic Book I (англ.). — 4th Edition. — CreateSpace Independent Publishing Platform, 2016. — 384 p. — ISBN 1522907521.

- Guthrie, W. K. C. A History of Greek Philosophy (Plato — The Man & His Dialogues — Earlier Period). — Cambridge University Press, 1986. ISBN 0-521-31101-2.
- Guthrie, W. K. C. A History of Greek Philosophy (Later Plato & the Academy). — Cambridge University Press, 1986. ISBN 0-521-31102-0.
- Piechowiak M. Plato’s Conception of Justice and the Question of Human Dignity. Berlin 2019. ISBN 978-3-631-65970-0.
- Rodziewicz A. IDEA I FORMA. ΙΔΕΑ ΚΑΙ ΕΙΔΟΣ. O fundamentach filozofii Platona i presokratyków. — Wroclaw, 2012.
- Taylor, A. E. Plato: The Man and his Work (Dover Publishing, 2001).
- Tigerstedt E. N. Interpreting Plato. — Stockholm, 1977.
- Francis Macdonald Cornford
- R. Hackforth
- Sachs, Eva. Die fünf platonischen Körper, zur Geschichte der Mathematik und der Elementenlehre Platons und der Pythagoreer. — Berlin: Wiedmannsche Buchhandlung, 1917. — 242 s.
- Plato: Complete Works / Cooper ; Hutchinson. — Hackett Publishing, 1997.
- Brickhouse, Thomas; Smith, Nicholas D. Plato. The Internet Encyclopedia of Philosophy.
- Whitehead, Alfred North. Process and Reality. — New York : The Free Press, 1978.
- Kraut, Richard. Plato. The Stanford Encyclopedia of Philosophy. Stanford University (11 сентября 2013). Дата обращения: 3 апреля 2014.

## Образ Платона в современном искусстве
- Роман Мэри Рено «Последние капли вина».
- Фильм «Ад Данте: Анимированный эпос» / Dante’s Inferno: An Animated Epic (Япония, США, Сингапур, Корея Южная; 2010) Платона озвучил Джонни Рис.